# Genitief
De genitief (Latijn [casus] genitivus, afgeleid van gignere = voortbrengen, baren), vaak de tweede naamval genoemd, is een naamval die met name wordt gebruikt om een bezitsrelatie uit te drukken, of om uit te drukken dat iets iets anders omvat of heeft doen ontstaan, hetzij in letterlijke, hetzij in overdrachtelijke zin. Doorgaans is een parafrase met een voorzetsel dat dezelfde relatie uitdrukt (zoals van in het Nederlands) mogelijk.

## Oorsprong
De genitief is een van de acht oorspronkelijke naamvallen die de Proto-Indo-Europese taal rijk was. Naamvallen gaven oorspronkelijk met name de relatie tussen het werkwoord en een (zelfstandig) naamwoord aan. De genitief werd voornamelijk gebruikt om aan te duiden dat het naamwoord de rol van een oorzakelijk voorwerp had.
In veel Indo-Europese talen is dit naamvallenstelsel geleidelijk aan steeds meer verdwenen, maar de genitief is daarbij een taaie vorm gebleken. In het Germaans waren er van de acht oorspronkelijke naamvallen nog vier over. De genitief had daarbij een stukje van de taak van de grotendeels verdwenen ablatief overgenomen. Zinsdelen met de uiterlijke vorm van de genitief worden daardoor ook gebruikt wanneer ze los in het zinsverband staan, bijvoorbeeld  's morgens of blootshoofds in het Nederlands. Dit gebruik van de genitief wordt de absolute genitief genoemd en komt zoals gezegd in het Germaans, maar ook bijvoorbeeld in het Oudgrieks voor. Het Latijn gebruikt in dit soort gevallen nog steeds een ablatiefvorm.
Ook talen die voor de rest vrijwel geen naamvallen meer kennen hebben vaak nog wel genitiefvormen, of de genitief is van alle naamvallen pas als laatste verdwenen. Dit geldt bijvoorbeeld voor het Nederlands en Engels; deze twee talen kennen in ieder geval nog de aanverwante Saksische genitief. In talen die wat naamvallen betreft behoudender gebleven zijn, zoals het IJslands, Duits en de meeste Slavische talen, komt ook de genitief nog veelvuldig voor, al dan niet in combinatie met een aantal vaste voorzetsels of na bepaalde werkwoorden (een verschijnsel dat ook wel rectie wordt genoemd). Er zijn anderzijds Indo-Europese talen die helemaal geen genitiefvormen (meer) kennen, evenmin als andere verbogen vormen van het zelfstandig naamwoord, zoals met name de meeste Romaanse talen, terwijl de genitief in het Latijn nog een zeer belangrijke rol speelde.

## Genitief in het Nederlands
Een dergelijke relatie tot het werkwoord wordt in modern Nederlands vrijwel geheel met behulp van voorzetsels uitgedrukt, behoudens in enkele archaïsche zinnen:
Heer, ontferm u onzer.
Het woord onzer is hier de genitiefvorm van wij. Een vertaling in moderner Nederlands is Heer, ontferm u over ons.
Later ging de genitief steeds meer een bezitsrelatie aanduiden, vaak tussen twee (zelfstandige) naamwoorden. In het Nederlands was daardoor een formulering als de volgende lange tijd standaardtaal:
Het huis onzer voorvaderen (modern Nederlands: Het huis van onze voorvaderen)

### Vorming
De genitief van lidwoorden en zelfstandige naamwoorden kan in het Nederlands als volgt worden weergegeven:
- mannelijk/onzijdig enkelvoud: des man(ne)s, eens/enes man(ne)s; des heren
- vrouwelijk enkelvoud: der vrouw, ener vrouw
- meervoud: der mensen

Diverse voornaamwoorden kennen ook hun eigen genitiefvorm. Het gebruik hiervan in modern Nederlands is voornamelijk beperkt tot de schrijftaal, maar is desondanks wat algemener dan de genitief bij zelfstandige naamwoorden:
- vragend voornaamwoord:

mannelijk/onzijdig: wiens, vrouwelijk/meervoud: wier (gesproken taal vaak wiens)
Wiens boek is dat? (informeel: wie zijn boek is dat?)
- betrekkelijk voornaamwoord:

mannelijk/onzijdig: wiens, vrouwelijk/meervoud wier (gesproken taal vaak wiens)
De man wiens boek ik heb gelezen / De vrouw wier boek ik heb gelezen
- aanwijzend voornaamwoord:

mannelijk/onzijdig: diens, vrouwelijk: dier (gesproken taal vaak diens), meervoud: dier (zeldzaam)
Ik gaf elke man diens boek. (gebruikelijker: zijn boek)
Ik zag de vrouw en dier dochter. (sterk verouderd, in modern Nederlands wordt haar gebruikt, maar soms kan dit dubbelzinnigheid opleveren).
- aanwijzend voornaamwoord

mannelijk/onzijdig dezes / dies, vrouwelijk: dezer / dier
Wat dies meer zij (enig hedendaags gebruik).
de eigenaar dezes (archaïsch, modern is: de eigenaar hiervan).
de notulen dier vergadering (archaïsch, modern is: van die vergadering).
(een) dezer dagen (versteend).

### Hedendaags gebruik
De genitief is in modern Nederlands weinig gebruikelijk meer. Hij komt af en toe voor in benamingen als: De orde der apothekers, en in versteende uitdrukkingen (de tand des tijds, desnoods, 's anderendaags, in de loop der eeuwen, deskundig enz.). Een lopende tekst krijgt door het gebruik van oude genitiefvormen (zoals de lidwoordsvormen des, der en ener) al snel een formeel en/of verouderd karakter.
Geheel improductief is de genitief in het Nederlands bij zelfstandige naamwoorden nooit geworden, al hoort het gebruik ervan bij een gedragen, wat plechtige, of eventueel daarmee spottende stijl.
Voorbeelden: het beste boek aller tijden, woordenboek der Friese taal, de moeder aller oorlogen, koning der koningen
De genitief is daarnaast nog productief in uitdrukkingen als tot ... toe. Daarin kan een aantal werkwoorden voorkomen in een van de onbepaalde wijs afgeleide genitiefvorm:
Zij werden tot bloedens toe geslagen.
In de reclame wordt dat tot vervelens toe herhaald.
Multatuli gebruikte er hiervan drie op een rij:

De Wet zou 't euvel opnemen als men een ‘natuurlyk’ kind sloeg ... tot blauwwordens toe. Als men het in 't water gooide... tot verdrinkens toe. Als men 't de keel dichtkneep... tot smorens toe.
— Multatuli

Soms worden deze vormen ook zonder toe of tot gebruikt:
Hij had het stervenskoud.
In het oorspronkelijke Nederlandse naamvallenstelsel kregen overigens niet alle mannelijke en onzijdige woorden een -s in de genitief. Er bestond ook een zogenoemde zwakke verbuiging, waarbij het zelfstandig naamwoord de uitgang -en kreeg, zoals in 's mensen onmacht (de onmacht van de mens) of in de dag des Heren (de dag van de Heer). In sommige plaatsnamen is deze vorm tegenwoordig nog te zien, zoals de genitief van graaf in 's-Gravenhage of het bos van de hertog in 's-Hertogenbosch.

### Genitivus temporalis
In het Nederlands wordt de genitief ook gebruikt voor onbepaalde tijdsaanduidingen:
- 's Zaterdags is het markt (iedere zaterdag, niet een specifieke zaterdag).
- Als hij langskomt, dan komt hij 's middags.

### Foutief gebruik
Doordat de bovenstaande naamwoordvormen in de genitief niet meer worden gebruikt in spreektaal en nog maar zelden in de schrijftaal, worden vaak fouten gemaakt als men deze vorm dan toch poogt te gebruiken. Enkele veel voorkomende fouten:
- Hybride vormen, waarbij wel het zelfstandig naamwoord, maar niet het lidwoord de genitiefuitgang krijgt, komen ook veel voor (de mans auto in plaats van het juiste ’s mans auto).
- Soms wordt de mannelijke/onzijdige vorm abusievelijk voor vrouwelijke en meervoudige woorden gebruikt. Bijvoorbeeld: agressie is niet des vrouws.
- Tot 2013 had Nederland een koningin en een commissaris der koningin. Tegenwoordig wordt hij soms commissaris der koning genoemd. Hieruit blijkt wel dat het onderscheid tussen mannelijke en vrouwelijke woorden in het taalgevoel verdwenen is, correct is commissaris des konings. Het probleem is gemakkelijk te vermijden door het alledaagsere van de koning(in).
- Soms worden ook zwakke verbuigingen miskend, zoals des mens in plaats van het juiste des mensen. Mensen is hier de genitief van het mannelijke woord mens (enkelvoud) en níet de meervoudsvorm ervan. Na woorden als des, enes, mijns komt nimmer een meervoud.

## Genitief in het Duits
In het Duits behoort de genitief (Genitiv) tot het alledaagse taalgebruik, al wordt hij in de informele spreektaal steeds vaker vervangen door een omschrijving met von + Dativ (derde naamval).

### Algemeen
|                | Bepaald lidwoord | Onbepaald lidwoord |
| Mannelijk (M)  | des              | eines              |
| Vrouwelijk (V) | der              | einer              |
| Onzijdig (O)   | des              | eines              |
| Meervoud (Mv)  | der              | –                  |

### Substantief
Het zelfstandig naamwoord dat bij het lidwoord hoort, krijgt bij de mannelijke en onzijdige genitiefvormen een -(e)s op het einde. De -es wordt gebruikt bij woorden van maar één lettergreep (dus: des Mannes, des Kindes, maar des Wetters).
|                | Bepaald lidwoord                                | Onbepaald lidwoord                                   |
| Mannelijk (M)  | Der Vater des Mannes (De vader van de man)      | Der Vater eines Mannes (De vader van een man)        |
| Vrouwelijk (V) | Der Vater der Frau (De vader van de vrouw)      | Der Vater einer Frau (De vader van een vrouw)        |
| Onzijdig (O)   | Der Vater des Kindes (De vader van het kind)    | Der Vater eines Kindes (De vader van een kind)       |
| Meervoud (Mv)  | Der Vater der Kinder (De vader van de kinderen) | Der Vater keiner Kinder (De vader van geen kinderen) |

### Voorzetsels
Een aantal voorzetsels wordt altijd vergezeld van de genitief.
| während: | Während des Urlaubs (Tijdens de vakantie)    |
| wegen:   | Wegen des Wetters (Vanwege het weer)         |
| trotz:   | Trotz der Verletzung (Ondanks de verwonding) |

### Adjectief
Hieronder wordt uitgegaan van het adjectief jung (jong):
|                    | M                   | V                 | O                   | Mv                  |
| Geen lidwoord      | jungen Mannes       | junger Frau       | jungen Kindes       | junger Leute        |
| Onbepaald lidwoord | eines jungen Mannes | einer jungen Frau | eines jungen Kindes | keiner jungen Leute |
| Bepaald lidwoord   | des jungen Mannes   | der jungen Frau   | des jungen Kindes   | der jungen Leute    |

Het zelfstandig naamwoord waarop het adjectief betrekking heeft krijgt de uitgang -(e)s als het mannelijk of onzijdig is. Ook hierbij geldt dat de uitgang -es wordt toegevoegd aan woorden die uit slechts één lettergreep bestaan en de -s aan woorden van twee of meer lettergrepen.

## Genitief in het Latijn
In het Latijn is de dominant van de genitivus meestal een substantief, maar soms een adjectief. Dit laatste komt voor bij voorwerpsgenitieven die begerig, ervaren indachtig en schuldig uitdrukken. Ook zijn er enkele bezitsgenitieven die bij een adjectief staan: proprius, communis, similis, ...
- vb.: mei proprius: eigen aan mij

De genitief kan ook een bezitter aanduiden (bezitsgenitief). Als de dominant van een genitief afgeleid is van een werkwoord, spreken we van een onderwerpsgenitief of een voorwerpsgenitief naargelang de genitief het onderwerp of het voorwerp is van de handeling.
- vb.: amor matris : als onderwerpsgenitief: de liefde van de moeder; als voorwerpsgenitief: de liefde voor de moeder.

Een partitieve genitief is een genitief die zowel bij substantieven als adjectieven kan staan, maar ook bij telwoorden, bijwoorden, comparatieven, superlatieven en voornaamwoorden. De genitief drukt hier een deel uit van een geheel.
- vb.: Horum omnium fortissimi sunt Belgae: van hen allen zijn de Belgen de dappersten.

Een verklarende genitief is een genitief die het dominerend substantief concreter maakt. Een genitief van hoedanigheid drukt een eigenschap van de dominant uit, een genitief van maat de ruimte en duur (wel steeds met een telwoord). De betekenis van een genitief van onbepaalde waarde spreekt voor zichzelf.